# Marinko (priimek)
Marinko je priimek več znanih Slovencev:
- Irena Marinko (*1953), germanistka, bibliotekarka
- Janez Marinko (1928–2020), strojnik
- Josip Marinko (1848–1921), duhovnik, dr. teol., publicist, urednik
- Jože Marinko (1893–1975), kmet in literat (pesnik, pisatelj)
- Jože Marinko (*1943), arhitekt, zgodovinar arhitekture, prof. FA
- Maks Marinko (1916–1975), športnik namiznoteniški igralec (od 1952 v Kanadi)
- Matija Marinko, arhitekt
- Matko Marinko, filmski režiser
- Mica Marinko Šlander (1911–1973), partizanka; žena Mihe Marinka
- Miha Marinko (1900–1983), revolucionar, politik, narodni heroj
- Primož Marinko, športni delavec, balinar
- Roman Marinko, arhivist, čebelar
- Vesna Marinko, direktorica Agencije za varnost prometa